# Jindřich Chrtek
Jindřich Chrtek est un botaniste tchèque, né le 12 octobre 1930 et mort le 18 février 2008.
Il a notamment rédigé les fascicules de la flore d'Iran sur les Frankeniaceae (1972), Urticaceae (1974), Nyctaginaceae (1976) et Polygalaceae (1977).